# Plaistow
Plaistow és una població dels Estats Units a l'estat de Nou Hampshire. Segons el cens del 2007 tenia 7.657 habitants.

## Demografia
Segons el cens del 2000, Plaistow tenia 7.747 habitants, 2.871 habitatges, i 2.150 famílies. La densitat de població era de 281,4 habitants per km².
Dels 2.871 habitatges en un 35,6% hi vivien nens de menys de 18 anys, en un 60,1% hi vivien parelles casades, en un 10,7% dones solteres, i en un 25,1% no eren unitats familiars. En el 19,1% dels habitatges hi vivien persones soles el 6% de les quals corresponia a persones de 65 anys o més que vivien soles. El nombre mitjà de persones vivint en cada habitatge era de 2,69 i el nombre mitjà de persones que vivien en cada família era de 3,1.
Per edats la població es repartia de la següent manera: un 25,8% tenia menys de 18 anys, un 7% entre 18 i 24, un 32% entre 25 i 44, un 25% de 45 a 60 i un 10,1% 65 anys o més.
L'edat mediana era de 37 anys. Per cada 100 dones de 18 o més anys hi havia 94,9 homes.
La renda mediana per habitatge era de 61.707$ i la renda mediana per família de 66.852$. Els homes tenien una renda mediana de 45.756$ mentre que les dones 31.657$. La renda per capita de la població era de 25.255$. Entorn del 2,1% de les famílies i el 3,2% de la població estaven per davall del llindar de pobresa.